# Pave Pius 4.
Pave Pius 4. (født 31. marts 1499, død 9. december 1565) var pave fra 1559, hvor han blev valgt, frem til sin død d. 9. december 1565. Han blev født Giovanni Angelo Medici og ledede Tridentinerkoncilet i dets bedste år.